# Triphosa hydatoplex
Triphosa hydatoplex là một loài bướm đêm trong họ Geometridae.